# 教室プローベ
教室プローベ（きょうしつぷろーべ）は手術で切り取られた臓器・腫瘍等について、研究や教育を目的として、医学部の講座で行われる病理診断のこと。講座プローベ。

## 解説
教室プローベは病理医や外科医等が用いる言葉。医学用語ではない。「大学の病理学教室で行う病理標本のprobe(探索)」といった意味合いである。戦前後に始まったとされるが定かではない。現在活躍している病理専門医の多くが教室プローベで病理診断を学んだ経験がある。

教室プローベは2種類が知られている。病理検体を医療機関（病院や診療所）から直接運び、病理学教室で病理標本作製工程のすべてを実施する方法と、登録衛生検査所で病理学的検査として病理検体から病理標本を作成し病理学教室に運び込む方法がある。
- 教室プローベは医療機関からの病理学的検査請け負いや登録衛生検査所からの病理診断の下請けであり、診療報酬の評価を保険者から直接受けることができないという側面がある。医療としてみた場合には病理診断という医行為を医療機関ではない医学部病理学教室で行っていることになる。また病理医教育の側面があったとしても教室プローベは医業であり病理診断を行う医師は診療所届出が必要となる（医療法第5条または第8条）。また病理標本を観察するものへの労働対価支払い、検査補助者等の社会保険支払、マイナンバー取得等課題も多い。

- 2008年4月からは病理診断科が標榜診療科となり、診療報酬点数表においても第3部検査の病理学的検査は第13部に移り名称も病理診断となった。教室プローベを病理診断科に移行する作業が必要となった。大学の病理学教室において教育・研究の中に診療（病理診断）をどのように組み合わせるのかなど、外科病理学の教育のあり方は今後様変わりする。不足している病理専門医育成や病理診断科対応について、病理学教室(病理学講座)に期待が寄せられている。

- 衛生検査所業が契約先医療機関に病理標本を持ち込み、医療機関に勤務する病理医に解析を依頼する場合には病理医に解析の対価を支払うが、検体検査外注契約に当該病理医が関与している場合は公正競争規約における「便益、労務その他の役務」の提供と解される可能性が残る。

- 京都大学病理診断受託規程(昭和39年4月4日総長裁定制定)では医科診療報酬点数表第2章第13部病理診断の区分に規定する点数に準じた取引が明示されている。しかし、表2では診療報酬準拠であるものの、表1では200点であり、いわゆる1物2価となっている。（京都大学 病理診断 受託規程）

教室プローべのうち、病理検体を医療機関から直接運び病理学教室で病理標本作製工程のすべてを実施する場合は、送付側臨床医と受取側病理医の関係がはっきりしている。病理診断責任も明確であり、医療の安心・安全は担保されているといえる。診療報酬対象になるためには、医学部病理講座から大学付属病院等へ移行し、連携病理診断等の施設基準に合わせる必要がある。